# Episodi di The Flash (seconda stagione)
La seconda stagione della serie televisiva The Flash, composta da ventitre episodi, è stata trasmessa in prima visione assoluta negli Stati Uniti d'America da The CW dal 6 ottobre 2015 al 24 maggio 2016.
In Italia è stata trasmessa su Italia 1 dall'11 gennaio al 10 giugno 2016. I primi due episodi sono stati trasmessi l'11 gennaio 2016; il resto degli episodio sono stati trasmessi in prima visione assoluta dal 22 gennaio 2016.
L'episodio Leggende di oggi è il backdoor pilot dello spin-off della serie Legends of Tomorrow.
L’antagonista principale è Hunter Zolomon/Zoom.
| n. | Titolo originale               | Titolo italiano                    | Prima TV USA     | Prima TV in Italia |
| -- | ------------------------------ | ---------------------------------- | ---------------- | ------------------ |
| 1  | The Man Who Saved Central City | L'uomo che ha salvato Central City | 6 ottobre 2015   | 11 gennaio 2016    |
| 2  | Flash of Two Worlds            | Flash dei due mondi                | 13 ottobre 2015  | 11 gennaio 2016    |
| 3  | Family of Rogues               | Famiglia di nemici                 | 20 ottobre 2015  | 22 gennaio 2016    |
| 4  | The Fury of Firestorm          | La furia di Firestorm              | 27 ottobre 2015  | 29 gennaio 2016    |
| 5  | The Darkness and the Light     | Dottor Light                       | 3 novembre 2015  | 5 febbraio 2016    |
| 6  | Enter Zoom                     | Zoom                               | 10 novembre 2015 | 12 febbraio 2016   |
| 7  | Gorilla Warfare                | Il ritorno di Grodd                | 17 novembre 2015 | 19 febbraio 2016   |
| 8  | Legends of Today               | Leggende di oggi                   | 1º dicembre 2015 | 26 febbraio 2016   |
| 9  | Running to Stand Still         | Ricatto di Natale                  | 8 dicembre 2015  | 4 marzo 2016       |
| 10 | Potential Energy               | Energia potenziale                 | 19 gennaio 2016  | 11 marzo 2016      |
| 11 | The Reverse-Flash Returns      | Il ritorno dell'Anti-Flash         | 26 gennaio 2016  | 18 marzo 2016      |
| 12 | Fast Lane                      | Tar-Pit                            | 2 febbraio 2016  | 25 marzo 2016      |
| 13 | Welcome to Earth-2             | Benvenuti su Terra-Due             | 9 febbraio 2016  | 1º aprile 2016     |
| 14 | Escape from Earth-2            | Fuga da Terra-Due                  | 16 febbraio 2016 | 8 aprile 2016      |
| 15 | King Shark                     | King Shark                         | 23 febbraio 2016 | 15 aprile 2016     |
| 16 | Trajectory                     | Trajectory                         | 22 marzo 2016    | 22 aprile 2016     |
| 17 | Flash Back                     | Flash Back                         | 29 marzo 2016    | 29 aprile 2016     |
| 18 | Versus Zoom                    | Versus Zoom                        | 19 aprile 2016   | 6 maggio 2016      |
| 19 | Back to Normal                 | Ritorno alle origini               | 26 aprile 2016   | 13 maggio 2016     |
| 20 | Rupture                        | Rupture                            | 3 maggio 2016    | 20 maggio 2016     |
| 21 | The Runaway Dinosaur           | La Forza Della Velocità            | 10 maggio 2016   | 27 maggio 2016     |
| 22 | Invincible                     | Invincibile                        | 17 maggio 2016   | 3 giugno 2016      |
| 23 | The Race of His Life           | Sfida finale                       | 24 maggio 2016   | 10 giugno 2016     |

## L'uomo che ha salvato Central City
- Titolo originale: The Man Who Saved Central City
- Diretto da: Ralph Hemecker
- Scritto da: Greg Berlanti e Andrew Kreisberg (soggetto); Andrew Kreisberg e Gabrielle Stanton (sceneggiatura)

### Trama
Barry corre intorno alla singolarità che si è generata dopo il suicidio di Eddie, con la conseguente scomparsa di Eobard e il paradosso temporale, ma non è sufficiente per chiuderla, quindi Ronnie e Stein si uniscono in Firestorm e, usando i loro poteri, si posizionano al centro della singolarità riuscendo a chiuderla e a salvare il mondo, ma solo Stein sopravvive, infatti Ronnie muore. Da allora sono passati sei mesi, Barry ora lavora da solo senza l'aiuto di nessuno, Caitlin lavora ai laboratori Mercury, Cisco aiuta la polizia di Central City contro i metaumani costruendo attrezzature avanzate, inoltre Flash ora è diventato ufficialmente l'eroe della città. Barry però non si sente un eroe, provando ancora rimorso per le morti di Eddie e Ronnie, però prende parte al "Flash Day", dove il sindaco gli consegna davanti ai cittadini le chiavi della città, ma l'evento viene interrotto da un criminale, un metaumano di nome Al Rothstein, che ha il potere di assorbire le radiazioni circostanti per aumentare la sua forza e le sue dimensioni, il criminale sconfigge facilmente Barry. Nel mentre Cisco ha una visione di Rothstein insieme a un misterioso personaggio vestito di nero. Barry riceve un video dall'avvocato di Wells (Eobard) dove lui confessa l'omicidio di sua madre Nora, permettendogli di darlo alla polizia, per scagionare suo padre Henry. Barry affronta nuovamente Rothstein ma viene sconfitto un'altra volta; costretto alla ritirata, Barry non riesce a perdonare se stesso per quello che è successo sei mesi prima. Joe gli dice che Barry, effettivamente, aveva preso delle scelte sbagliate e che è stata colpa sua, ma anche che Eddie e Ronnie hanno scelto di loro iniziativa di sacrificarsi. Barry parla con Caitlin scusandosi per non avere impedito la morte di Ronnie, ma lei rimprovera solo se stessa perché se fosse scappata via con il suo amato quando lui le offrì la possibilità di andarsene da Central City con lui, adesso sarebbe vivo. Il gruppo finalmente si riunisce e decidono di sconfiggere Rothstein, quindi Barry lo affronta e lascia che il gigante lo insegua fino a entrare in una camera radioattiva, sovraccaricando il criminale di radiazioni, sconfiggendolo. Barry gli chiede perché volesse ucciderlo, lui risponde che è stata una persona ad assoldarlo per uccidere l'eroe, un certo Zoom. Henry, uscito di prigione, informa Barry che non resterà a Central City perché lui sente che se rimanesse sarebbe un intralcio per suo figlio e la sua vita da supereroe. A fine episodio Barry e i suoi amici incontrano un uomo che entra nei laboratori S.T.A.R. che conosce il segreto di Barry; l'uomo in questione dice di chiamarsi Jay Garrick.
- Guest star: John Wesley Shipp (Henry Allen), Robbie Amell (Ronnie Raymond/Firestorm), Victor Garber (Martin Stein), Wentworth Miller (Leonard Snart/Capitain Cold), Dominic Purcell (Mick Rory/Heat Wave), Patrick Sabongui (David Singh), Adam Joseph Copeland (Albert Rothstein di Terra-1 e Albert Rothstein di Terra-2/Atom Smasher), Teddy Sears (Jay Garrick), Rick Cosnett (Eddie Thawne), Isabella Hofmann (Clarissa Stein), Ryan Handley (Zoom), Logan Williams (giovane Barry Allen).
- Ascolti USA: 3 580 000 telespettatori – rating/share 18-49 anni 1.4/5%[4]
- Ascolti Italia: 1 915 000 telespettatori - share 6,59%[5]

## Flash dei due mondi
- Titolo originale: Flash of Two Worlds
- Diretto da: Jesse Warn
- Scritto da: Aaron Helbing e Todd Helbing

### Trama
Jay si presenta a Barry e ai suoi amici dicendo di essere anche lui Flash, più precisamente il Flash di un altro universo (Terra-2), lui è giunto in questa dimensione quando si è aperta la singolarità, ma anche altre persone sono arrivate in questa dimensione, tra cui Rothstein, che Barry ha già sconfitto, ma soprattutto Zoom, il nemico giurato di Jay, che come loro è un supervelocista. Zoom incarica un altro metaumano di eliminare Flash, Eddie Slick, un metaumano che viene dall'altra dimensione con il potere di trasformarsi in sabbia. Barry e Joe fanno la conoscenza di Patty Spivot, una giovane poliziotta che vuole aiutarli a combattere i metaumani, Patty e Joe arrestano Slick, salvo però scoprire che non è quello che cercavano, ma solo la versione della loro dimensione priva di poteri. Poi però arriva Slick (quello dell'altra dimensione) che cattura Patty per prenderla come ostaggio, Jay suggerisce a Barry di sconfiggere Slick usando la supervelocità, con la quale proiettare un fulmine e trasformare il corpo di sabbia di Slick in biossido di silicio. Barry e Jay salvano Patty, inoltre Barry sconfigge Slick con il metodo suggeritogli da Jay. Quest'ultimo confessa a Barry che Zoom è un assassino pericoloso e che ambisce a diventare il più potente, ragion per cui vuole uccidere Barry e Jay, essendo gli unici che possono rivaleggiare con lui. Patty dice a Joe la verità sulla ragione per cui vuole aiutarlo a sconfiggere i metaumani, perché vuole vendicare suo padre catturando il metaumano che si è macchiato della sua morte, Mark Mardon. Joe riceve la visita di Francine, la madre di Iris. Cisco rivela a Stein un segreto, facendogli promettere che non lo dirà a nessuno, lui è un metaumano in grado di captare le vibrazioni spazio-temporali e avere visioni di eventi accaduti. Nella scena successiva, Stein si sente male e cade per terra. A fine puntata vediamo uno scorcio di quella che sembra Central City di Terra-2 in cui i laboratori S.T.A.R. sono pienamente funzionanti e il Dottor Wells è il direttore considerato il salvatore della città.
- Guest star: Teddy Sears (Jay Garrick/Flash di Terra-2-Zoom), Kett Turton (Eddie Slick di Terra-1 e Eddie Slick di Terra-2/Sand Demon), Shantel VanSanten (Patty Spivot), Victor Garber (Martin Stein), Vanessa A. Williams (Francine West).
- Ascolti USA: 3 490 000 telespettatori – rating/share 18-49 anni 1.4/4%[6]
- Ascolti Italia: 1 798 000 telespettatori - share 6,74%[5]

## Famiglia di nemici
- Titolo originale: Family of Rogues
- Diretto da: John F. Showalter
- Scritto da: Julian Meiojas e Katherine Walczak

### Trama
Lisa Snart chiede aiuto a Flash e alla sua squadra perché Leonard è scomparso, ma poi Barry scopre che non è in pericolo ma sta lavorando a un furto insieme a suo padre Lewis. Lisa trova strana la cosa dato che loro due odiano Lewis, infatti Leonard è costretto ad aiutarlo dato che se non lo farà ucciderà Lisa con un esplosivo che può azionare con un comando a distanza. Intanto Joe confessa a Iris la verità: sua madre Francine non è morta ma era una tossica, venne internata in diverse strutture, ma alla fine chiuse i ponti con la sua vecchia vita. Joe in lacrime confessa alla figlia che le fece credere che fosse morta per non darle una delusione e lei lo perdona. Barry, lavorando sotto copertura, fa credere a Lewis che lo aiuterà nel colpo occupandosi del sistema di sicurezza informatico, così potrà tenerlo d'occhio. Lewis, Leonard e Barry fanno il colpo, anche se Lewis uccide apparentemente Barry, il quale in realtà si è salvato con la supervelocità. Cisco, con un congegno di sua invenzione, salva Lisa dall'esplosivo, poi Barry, nei panni di Flash, informa Leonard che sua sorella è salva, quindi Leonard uccide Lewis con la sua pistola congelante. Barry porta Leonard in prigione, dicendogli che vede del buono in lui. Intanto Garrick riesce a stabilizzare il portale che conduce a Terra-2 nei sotterranei dei laboratori S.T.A.R. ma decide di restare con Barry e gli altri per aiutarli a sconfiggere Zoom e trovare una soluzione alle brecce dimensionali (portali dimensionali). 
A fine episodio il dottor Wells (quello proveniente da Terra-2) passa attraverso il portale dimensionale nei sotterranei dei laboratori S.T.A.R., arrivando sulla Terra-1.
- Guest star: Victor Garber (Martin Stein), Teddy Sears (Jay Garrick), Malese Jow (Linda Park), Peyton List (Lisa Snart/Golden Glider), Wentworth Miller (Leonard Snart/Capitain Cold), Shantel VanSanten (Patty Spivot), Vanessa A. Williams (Francine West), Michael Ironside (Lewis Snart)
- Ascolti USA: 3 470 000 telespettatori – rating/share 18-49 anni 1.4/5%[7]
- Ascolti Italia: 1 510 000 telespettatori - share 5.34%[8]

## La furia di Firestorm
- Titolo originale: The Fury of Firestorm
- Diretto da: Stefan Pleszczynski
- Scritto da: Kai Yu Wu e Joe Peracchio

### Trama
Le condizioni di Stein peggiorano: le sue molecole ormai si erano legate a quelle di Ronnie, ma adesso ha bisogno di legarle al corpo di un'altra persona tramite la matrice di Firestorm. Sembra che ci furono due persone che due anni prima, il giorno del malfunzionamento dell'acceleratore di particelle dei laboratori S.T.A.R., furono esposti alla materia oscura: Henry Hewitt e Jax Jackson. Il primo è un affermato ricercatore mentre il secondo un giovane meccanico che ha perso la possibilità di diventare una stella del football quando si è infortunato al crociato anteriore durante l'esplosione dell'acceleratore di particelle. Caitlin da subito è dell'opinione che dovrebbe essere Henry il candidato, e lo invita nei laboratori S.T.A.R. 
Henry è entusiasta all'idea di diventare Firestorm, ma pur collegandolo alla matrice, non riesce a legarsi a Stein. Iris ha modo di rivedere Francine ma, pur non odiandola, non vuole avere niente a che fare con lei perché è andata avanti con la sua vita. Francine rivela a Joe che sta per morire in quanto è affetta dalla sindrome di MacGregor, e desiderava creare un rapporto con la figlia prima di morire. Joe chiede a Barry se prova dei sentimenti per Patty, la quale è visibilmente attratta da lui, Barry risponde che Patty gli piace ma che è consapevole che non amerà mai nessuna come Iris, però Joe gli fa capire che il giovane ragazzo deve allargare i suoi orizzonti. Henry, pur non essendosi legato a Stein, acquisisce da lui il potere di controllare il fuoco, ma inizia a diventare pericoloso. Infatti Henry ha sempre avuto dei problemi nella gestione della rabbia, e ora che ha dei poteri è diventato una minaccia. Jax, dopo l'iniziale rifiuto, decide di unirsi a Stein e i due si trasformano in Firestorm grazie alla matrice. Henry va al campo di football del liceo di Central City per ricaricarsi di energia ma Barry e Firestorm lo affrontano e lo sconfiggono. La dottoressa Tina McGee, l'amministratrice delegata dei laboratori Mercury, vede Wells nei suoi laboratori, il quale scappa. Joe e Patty indagano sulla cosa, ma Joe fa promettere a Patty di non dire nulla a Barry. Iris, dopo avere saputo da Joe delle condizioni di salute della madre, decide di fare delle ricerche su di lei e scopre di avere un fratello, infatti Francine ha avuto un altro figlio dopo avere abbandonato la sua famiglia, quindi Iris chiede a Francine di sparire dalla sua vita non potendola perdonare per tutti i suoi segreti, ma preferisce non dire a Joe che ha un altro figlio, perché questo lo ferirebbe, dato che non è potuto stargli accanto durante la crescita. Stein e Jax lasciano Central City per imparare a controllare meglio i loro poteri. Barry viene aggredito da un enorme squalo antropomorfo (King Shark), mandato da Zoom per ucciderlo, ma poi arriva un uomo che mette il mostro al tappeto. Poi Barry chiede all'uomo chi sia, e questo si volta: è il dottor Harrison Wells.
- Guest star: Victor Garber (Martin Stein), Amanda Pays (Christina "Tina" McGee), Shantel VanSanten (Patty Spivot), Vanessa A. Williams (Francine West), Franz Drameh (Jefferson "Jax" Jackson), Demore Barnes (Henry Hewitt), David Hayter (King Shark)
- Ascolti USA: 3 430 000 telespettatori – rating/share 18-49 anni 1.4/4%[9]
- Ascolti Italia: 1 815 000 telespettatori - share 6.63%[10]

## Dottor Light
- Titolo originale: The Darkness and the Light
- Diretto da: Steve Shill
- Scritto da: Ben Sokolowski e Grainne Godfree

### Trama
L'episodio si apre con un flashback: in Terra-2 Harrison Wells è un uomo di successo, che si prodiga con le risorse dei laboratori S.T.A.R. nell'aiutare la comunità a tutelarsi dai metaumani pericolosi come Zoom, ma poi arriva Flash, Jay Garrick, che lo accusa davanti a tutti di essere lui il responsabile della creazione dei metaumani. 
Nel presente, su Terra-1, tutti conoscono l'Harrison Wells di Terra-2, dopo avere salvato Barry dal mostro squalo, lui afferma di volerli aiutare nella battaglia contro Zoom e gli altri metaumani della sua dimensione, ammettendo che la loro creazione è stata opera sua, anche se involontaria. Ovviamente Barry e i suoi amici non sono propensi a fidarsi di lui, visti i brutti precedenti che hanno avuto con la sua controparte della loro realtà. Cisco, con i suoi poteri, vede un evento futuro, qualcosa di brutto nella banca di Central City, quindi Barry va a controllare, infatti una metaumana di Terra-2 conosciuta come il Dottor Light fa una rapina. Lei può assorbire e rilasciare energia direttamente dalla luce stellare, Barry cerca di fermarla ma con poco successo. Wells e Jay hanno modo di rivedersi, ma i due non vanno molto d'accordo visti i loro precedenti attriti. Barry affronta ancora Light e scopre che lei è la controparte della sua ex ragazza, Linda Park. La metaumana approfitta dello stupore del supervelocista per scappare. Barry chiede a Patty di uscire con lui, i due vanno a cena insieme. Caitlin chiede a Jay per quale motivo non si fida di Wells, lui spiega che lo scienziato ha sfruttato nella sua dimensione il problema dei metaumani per vendere la sua tecnologia e arricchirsi. Light va alla redazione dove lavorano Iris e Linda, con l'intento di uccidere quest'ultima, lei infatti vuole scappare da Zoom e il modo migliore per farlo è quello di sparire prendendo il posto della sua controparte. Il caporedattore del giornale, Eric Larkin, cerca di proteggerla ma viene ucciso da Light. Finito l'appuntamento Barry e Patty si baciano, ma la serata viene interrotta quando Barry viene a sapere della morte del capo di Iris. Jay e Wells litigano ancora perché lo scienziato accusa Jay di essere un vigliacco dato che ha sempre avuto paura di Zoom; i due fanno a pugni, ma Barry li ferma. Wells suggerisce di usare i poteri di Cisco per trovare Light, facendogli toccare la sua maschera che le era caduta quando Iris le aveva sparato alla redazione, rivelando a tutti che è un metaumano. Wells lo aveva scoperto tramite un'applicazione di sua invenzione con la quale individuare i metaumani. Cisco scopre che Light è alla stazione ferroviaria, Barry va ad affrontarla, lui la confonde creando immagini multiple di se stesso con la supervelocità per poi colpirla e metterla al tappeto. Jay non va d'accordo con Wells che lo accusa di non essere all'altezza come velocista, al contrario di Barry, e se ne va dalla squadra. Su Terra-2 Zoom rapisce Jesse, la figlia di Wells.
- Guest star: Teddy Sears (Jay Garrick), Shantel VanSanten (Patty Spivot), Violett Beane (Jesse Quick), Malese Jow (Linda Park e Linda Park di Terra-2/Dottor Light), Tom Butler (Eric Larkin), Ciara Renée (Kendra Saunders)
- Ascolti USA: 3 870 000 telespettatori – rating/share 18-49 anni 1.5/5%[11]
- Ascolti Italia: 1 780 000 telespettatori - share 6.33%[12]

## Zoom
- Titolo originale: Enter Zoom
- Diretto da: JJ Makaro
- Scritto da: Gabrielle Stanton e Brooke Eikmeier

### Trama
Barry parla con Light per chiederle come lei e Zoom si sarebbero messi in contatto, la criminale gli dice che se lo avesse ucciso avrebbe dovuto dargli come prova il suo simbolo facendolo passare per il portale dimensionale, e Zoom poi lo avrebbe attraversato per avere una conferma. Barry suggerisce di usare Light per attirare Zoom in una trappola e sconfiggerlo definitivamente, ma Light, attraverso la manipolazione della luce, riesce a rendersi invisibile e scappa dalla sua cella. Linda, arrabbiata per non avere impedito la morte del suo capo, il quale è deceduto per avere protetto la giornalista da Light, decide di aiutare Flash, il quale intende usare la somiglianza tra le due (essendo entrambe le versioni della stessa persona di due realtà diverse) per trarre in inganno Zoom facendogli credere che lei è Light; per rendere la cosa credibile Cisco le fa indossare il costume di Dottor Light che questi ha lasciato nella cella quando è evasa e le dà dei guanti che possono scagliare fasci di luce, così simulerà i poteri di Light. Joe è convinto che in realtà Barry, inconsapevolmente, non sta combattendo contro Zoom, ma contro il ricordo dell'assassino di sua madre, Eobard, dato che essendo stato Eddie a sconfiggerlo con il suo sacrificio, il velocista scarlatto non è mai stato pienamente soddisfatto della vittoria, quindi vede in Zoom una specie di rivalsa. Joe dice a Barry che se deve sfruttare Linda deve essere certo di quello che sta facendo, quindi Flash si rivela alla sua ex, la quale scopre che Barry e Flash sono la stessa persona. Barry e Linda fanno finta di combattere, e Barry finge di morire, poi Linda prende il suo simbolo dal costume e lo lancia nel vortice dimensionale, ma Zoom non appare. Il piano fallisce, poi Barry confessa a Joe che lui aveva ragione: Eobard ha creato un vuoto nella vita di Barry, quando lui scelse di non salvare sua madre, ma Joe gli dice di riempire tale vuoto con le cose che lo rendono felice, quindi Barry decide di concentrarsi nella sua relazione con Patty. Alla fine Barry riceve una chiamata da Iris, che lo informa che Zoom ha rapito Linda, portandola sul tetto dei laboratori S.T.A.R.
Barry la mette in salvo, per poi affrontarsi con Zoom, ma il velocista oscuro lo mette al tappeto con estrema facilità. Wells prova a usare su Zoom l'attenuatore di velocità che lui e Cisco avevano costruito per sconfiggerlo, ma Zoom blocca la freccia lanciata dall'attenuatore e la usa per colpire Barry; successivamente lo picchia e lo porta prima alla redazione dove lavora Iris e in seguito al dipartimento di polizia di Central City, umiliandolo davanti a tutti. Infine lo porta ai laboratori S.T.A.R., dove Cisco colpisce Zoom con l'attenuatore, che vede costretto il velocista a ritirarsi. 
Barry viene ricoverato mentre Cisco con i suoi poteri scopre che Zoom tiene in ostaggio la figlia di Wells, quest'ultimo infatti era venuto su Terra-1 per sconfiggerlo con l'aiuto di Barry, ma ora si rende conto che il nemico è più potente di quanto pensasse. Barry riprende i sensi, ma non ha più sensibilità alle gambe.
- Guest star: Teddy Sears (Jay Garrick/Zoom), Shantel VanSanten (Patty Spivot), Malese Jow (Linda Park e Linda Park di Terra-2/Dottor Light), Violett Beane (Jesse Wells).
- Ascolti USA: 3 630 000 telespettatori – rating/share 18-49 anni 1.5/5%[13]
- Ascolti Italia: 1 455 000 telespettatori - share 4.87%[14]

## Il ritorno di Grodd
- Titolo originale: Gorilla Warfare
- Diretto da: Dermott Downs
- Scritto da: Aaron Helbing e Todd Helbing

### Trama
Grodd è tornato e uccide uno scienziato rubandogli dei farmaci, Joe e Patty indagano sulla cosa, sembra che anche un altro scienziato sia stato ucciso e derubato di alcuni farmaci, usati per le vertigini e i disturbi mentali, ovvero quelli per l'incremento delle facoltà intellettive. Dato che a Central City ci sono molti portali dimensionali per passare da questo mondo a Terra-2 e viceversa, con i quali Zoom va e viene, Wells suggerisce di chiuderli tutti, tranne quello nei laboratori S.T.A.R., così potranno tendergli una trappola. Barry ha perso i suoi poteri e cerca di recuperarli con il tapis roulant speciale, ma non ci riesce perché ha perso la fiducia in se stesso dopo il modo in cui Zoom lo ha umiliato. Cisco inizia a uscire con una ragazza di nome Kendra Saunders, ma usando i suoi poteri vede nel suo futuro scoprendo che lei diventerà una creatura alata. Grodd prende possesso della mente di Caitlin, e la rapisce. Lui vuole sapere dalla ricercatrice perché lui è così, Caitlin gli spiega che è stata la materia oscura dell'acceleratore di particelle a farlo diventare un essere senziente; lui vuole che Caitlin crei altre creature come lui, questo spiega perché ha rubato quelle sostanze. Usando un algoritmo basato sugli avvistamenti di Grodd, Wells riesce a individuarlo, dato che il gorilla considerava Eobard (nelle vesti di Wells) un padre, il Wells di Terra-2 decide di ingannarlo indossando il costume dell'Anti-Flash. Henry giunge a Central City per aiutare suo figlio, lui lo aiuta a riacquistare la fiducia in se stesso. Wells, nei panni dell'Anti-Flash, raggiunge Caitlin e Grodd e cerca di fare credere a quest'ultimo di essere "suo padre" e lo trae in inganno, iniettandogli un'elevata dose dei farmaci che lo stesso Grodd aveva rubato con una siringa; il gorilla perde i sensi, quindi Caitlin e Wells scappano mettendosi in salvo. Riottenuti i poteri, Barry attira Grodd nel vortice dimensionale attivato dal cannone dimensionale creato da Cisco, venendo catapultato su Terra-2, lì il gorilla troverà un ambiente meno ostile dove forse troverà una casa, ovvero un rifugio di gorilla su cui sono stati condotti degli esperimenti ma dove possono essere liberi. Henry lascia nuovamente Central City, Joe parlando con Iris gli confessa che spesso si chiede come sarebbe stato avere un figlio maschio che fosse veramente suo, e questo mette la ragazza a disagio dato che lei è a conoscenza del fatto che Joe ha già un figlio di cui ignora l'esistenza. Cisco bacia Kendra e ha nuovamente una visione di lei che diventa una creatura alata.
- Guest star: John Wesley Shipp (Henry Allen), Shantel VanSanten (Patty Spivot), David Sobolov (Grodd), Ciara Renée (Kendra Saunders)
- Ascolti USA: 3 460 000 telespettatori – rating/share 18-49 anni 1.4/4%[15]
- Ascolti Italia: 1 526 000 telespettatori - share 5.49%[16]

## Leggende di oggi
- Titolo originale: Legends of Today
- Diretto da: Ralph Hemecker
- Scritto da: Greg Berlanti e Andrew Kreisberg (soggetto); Aaron Helbing e Todd Helbing (sceneggiatura)

### Trama
Barry si sta allenando per perfezionare i suoi poteri, ma con scarsi risultati; intanto un misterioso individuo si imbarca come clandestino in una barca e approda al porto di Central City, dove uccide i marinai. Barry, Patty e Joe indagano sull'accaduto e Barry trova un frammento della lama dell'arma usata dal misterioso uomo, a base di roccia criptocristallina; poi l'uomo misterioso attacca Cisco e Kendra, affermando di conoscere quest'ultima. Stando alle sue parole è una sacerdotessa di un antico culto egizio, ma la ragazza non sembra capire le sue parole; poi arriva Barry che allontana l'uomo, il quale scappa. Cisco rivela a Kendra l'identità di Flash, poi lui e Cisco la portano a Star City dato che, essendo l'aggressore un formidabile combattente, è meglio che sia Oliver a proteggerla. Flash salva Oliver e la sua squadra da Damien Darhk, poi Felicity fa una ricerca sull'uomo misterioso attraverso un ritratto di Barry e scopre che è molto vecchio, ma che stranamente non è invecchiato. Intanto Caitlin e Wells lavorano a un progetto per aumentare la velocità di Barry così da fronteggiare meglio Zoom tramite un composto a base di clorato di sodio, che Wells intende prima sperimentare su Jay, il quale però non è d'accordo. Il guerriero misterioso raggiunge Star City con l'intento di rapire Kendra, chiamandola Chay-Ara; la sorella di Oliver, Thea, apparentemente lo uccide con alcune frecce, ma incredibilmente lui sopravvive. Malcolm Merlyn rivela a Oliver, Barry e al resto del gruppo che il guerriero si chiama Vandal Savage ed è un immortale. Kendra viene rapita da un misterioso uomo alato che afferma di chiamarsi Khufu; sembra che lui voglia proteggerla, ma Oliver e Barry, non conoscendo le sue intenzioni, lo affrontano e lo sconfiggono. Khufu viene interrogato da Oliver e dai suoi amici: egli afferma di chiamarsi Carter Hall e che lui e Kendra sono le reincarnazioni di Khufu e Chay-Ara, due amanti destinati a stare insieme per sempre. Secondo le sue parole Savage da secoli dà la caccia a entrambi, perché lui trae forza dalla loro morte; li ha uccisi già duecentosei volte nel corso degli anni. Malcom informa la squadra che Savage vuole rubare il bastone di Horus, che si trova a Central City, un oggetto magico che gli conferirà molto potere. A Central City Patty trova Wells, lo segue fino ai laboratori S.T.A.R. e poi gli spara; Caitlin e Joe cercano di farla ragionare dicendole che Wells non è pericoloso, dopodiché poi chiamano Jay affinché lo possa operare. Carter dice a Kendra che solo quando lei sarà in pericolo potrà risvegliare i suoi poteri; lei quindi si butta da un edificio e infatti le spuntano delle ali. Jay prende il siero creato da Wells e aumenta la sua velocità, tanto da fare vibrare la sua mano a una velocità tale da permettergli di estrarre la pallottola dall'arteria polmonare, salvandolo. Barry e Oliver trovano il bastone dentro a una chiesa, ma Savage li batte sul tempo, si impadronisce dell'oggetto e poi scappa via. Wells ringrazia Jay, ma quest'ultimo ha smaltito il siero ed è dell'opinione che Barry non dovrebbe prenderlo. A Central City Oliver incontra la sua ex ragazza, in compagnia di un bambino, iniziando a sospettare che sia suo figlio.
- Nota. Questo episodio è il secondo crossover con la serie di Arrow che si conclude con la puntata Leggende di ieri della quarta stagione.
- Guest star: Stephen Amell (Oliver Queen/Green Arrow), David Ramsey (John Diggle), Emily Bett Rickards (Felicity Smoak), Willa Holland (Thea Queen), John Barrowman (Malcolm Merlyn), Neal McDonough (Damien Darhk), Teddy Sears (Jay Garrick), Falk Hentschel (Carter Hall/Hawkman), Ciara Renée (Kendra Saunders/Hawkgirl), Casper Crump (Vandal Savage), Shantel VanSanten (Patty Spivot), Anna Hopkins (Samantha Clayton), Jack Moore (William)
- Ascolti USA: 3 940 000 telespettatori – rating/share 18-49 anni 1.4/5%[17]
- Ascolti Italia: 1 522 000 telespettatori - share 5.53%[18]

## Ricatto di Natale
- Titolo originale: Running to Stand Still
- Diretto da: Kevin Tancharoen
- Scritto da: Andrew Kreisberg

### Trama
È arrivato il periodo natalizio e Iris, non riuscendo più a tenersi per sé il segreto, confessa a Barry di avere un fratello di nome Wally e che Joe non ne è a conoscenza. Mark Mardon è tornato in città e libera dalla prigione Leonard Snart e James Jesse, e questo mette in allarme Patty essendo ancora dell'intento di vendicare la morte di suo padre, ucciso da Mardon. Iris in lacrime confessa a Joe la verità e lui, emotivamente ferito, non la prende molto bene. Snart, che non è particolarmente interessato a stringere un'alleanza con Mardon e Jesse, decide di andare a casa di Barry e lo avverte del pericolo imminente, Barry gli propone di lavorare con lui, ma Snart non ha alcun interesse nel volere combattere al fianco del supereroe. Joe parlando con Barry ammette che si sente in colpa perché abbandonò sua moglie troppo facilmente e che fece credere a Iris che era morta perché per lui era più facile così, e non per proteggere Iris; Barry però gli ricorda che è stato un buon padre per lui, sempre presente. Patty prende parte alle indagini per trovare Mardon, e Barry, nei panni di Flash, le chiede perché è così ansiosa di trovarlo, lei gli dice che si sente in colpa perché Mardon uccise suo padre in banca quando doveva essere Patty a fare il versamento, ma lei preferì uscire con i suoi amici e quindi fu suo padre ad andare in banca finendo ucciso da Mardon. Flash affronta Mardon e Jesse ma i due hanno ideato un piano per mettere il supervelocista alle strette: Jesse nelle vesti di Babbo Natale ha regalato ai bambini di Central City cento pacchi regalo con dentro delle bombe, e se Flash non si lascerà uccidere da lui e Mardon pubblicamente, le bombe esploderanno. Wells ha in mente un piano: trovare una sola bomba, e lasciare che essa venga risucchiata nel vortice spazio-temporale insieme alle altre, usando un drone volante dei laboratori. Mardon tortura Barry il quale non può difendersi; intanto Wells e Cisco trovano una delle bombe e con l'aiuto di Jay attivano il drone che assorbe la bomba, e tramite i poli magnetici anche le altre bombe vengono risucchiate nel vortice. Barry ora può combattere liberamente e sconfigge facilmente Jesse e Mardon, poi arriva Patty che blocca Flash con un'arma dell'equipaggiamento speciale della polizia, poi decide di uccidere Mardon, ma Flash la convince a non farlo, perché suo padre non avrebbe voluto questo da lei, quindi Patty arresta Mardon e Jesse. Joe dice a Barry che ha intenzione di conoscere Wally, però regala a Barry il suo orologio, che Joe si era ripromesso di regalare a suo figlio, perché a prescindere da tutto Barry sarà sempre suo figlio. Barry, Joe e Iris festeggiano il Natale insieme a Jay, Caitlin, Cisco e Patty, inoltre finalmente Caitlin e Jay si baciano sotto il vischio. All'improvviso si presenta una persona alla festa: Wally. Intanto Wells decide di tradire Barry e i suoi amici così Zoom gli restituirà sua figlia, Wells afferma di avere capito perché continua a mandare metaumani da Terra-2, nella speranza che Barry li sconfigga diventando più forte, in questo modo assorbirà più potere da lui.
- Guest star: Mark Hamill (James Jesse/Trickster), Shantel VanSanten (Patty Spivot), Liam McIntyre (Mark Mardon/Mago del Tempo), Wentworth Miller (Leonard Snart/Capitain Cold), Teddy Sears (Jay Garrick), Violett Beane (Jesse Wells) Patrick Sabongui (Capitano David Singh)
- Ascolti USA: 3 550 000 telespettatori – rating/share 18-49 anni 1.3/4%[19]
- Ascolti Italia: 1 412 000 telespettatori - share 5.02%[20]

## Energia potenziale
- Titolo originale: Potential Energy
- Diretto da: Rob Hardy
- Scritto da: Bryan Q. Miller

### Trama
Mentre Barry è a letto con Patty fa un sogno in cui Zoom uccide la sua fidanzata, per poi svegliarsi nel cuore della notte. Cisco elabora un modo per sconfiggere Zoom, ovvero sottraendogli velocità, e per farlo gli serve un metaumano chiamato Russell Glosson, che ha il potere di sottrarre l'energia cinetica di ciò che gli sta intorno. Joe cerca di legare con Wally, ma con scarsi risultati, poi scopre che si guadagna da vivere con le corse automobilistiche clandestine, per guadagnare quel tanto che basta per le spese mediche della madre. Iris consiglia a Barry di confessare a Patty il suo segreto perché se continuerà a mentirle la perderà. Intuendo che Glosson ruberà un famoso quadro a un gala, Caitlin, Jay e Barry vanno all'evento. Intanto, nel camion, Harrison Wells rivela a Vibe che due anni prima, su Terra-Due, la polizia di Central City ricevette una chiamata d'emergenza perché Hunter Zolomon aveva rapito delle persone e poi, all'arrivo dei poliziotti, si scoprì che era una trappola perché Hunter Zolomon voleva dimostrare a loro che non poteva essere fermato, poi uccise 14 agenti di polizia, risparmiandone uno, affinché riferisse. La gente descrivette lampi blu che zoomavano, mentre uomini e donne morivano. L'agente di polizia risparmiato si sentì fortunato, ma quella sera Hunter Zolomon venne a casa sua e uccise pure lui; perciò da allora lo chiamano "Zoom". Barry porta con sé Patty, poi arriva Glosson e Barry sparisce indossando i panni di Flash, Glosson cerca di uccidere Patty ma Flash la salva, però Glosson scappa. Patty si arrabbia con Barry perché crede che l'abbia abbandonata, poi Glosson, capendo che Flash tiene a Patty la rapisce. Flash trova il nascondiglio di Glosson e correndo a grande velocità neutralizza il potere del nemico e lo colpisce sconfiggendolo, poi salva Patty e cattura Glosson. Caitlin analizza il DNA di Jay e scopre che è malato, l'unico modo per salvarlo è quello di restituirgli i suoi poteri sconfiggendo Zoom. Patty decide di lasciare Barry perché abbandonerà la città per seguire una facoltà di scienza forense molto prestigiosa a Midway City, ma anche perché sente che con Barry non ha un futuro data la sua incapacità di aprirsi con lei, inconsapevole del fatto che Barry stava proprio per rivelarle il suo segreto. Wells, disposto a tutto pur di salvare la figlia in mano a Zoom, uccide Glosson dentro la sua cella per carpirne i poteri. Intanto riappare Eobard Thawne.
- Guest star: Shantel VanSanten (Patty Spivot), Teddy Sears (Jay Garrick), Matt Letscher (Eobard Thawne/Anti-Flash) Patrick Sabongui (Capitano David Singh), Aaron Douglas (Turtle/Russell Glosson), Morena Baccarin (IA Gideon)
- Ascolti USA: 3 410 000 telespettatori – rating/share 18-49 anni 1.3/4%[21]
- Ascolti Italia: 1 608 000 telespettatori - share 5.68%[22]

## Il ritorno dell'Anti-Flash
- Titolo originale: The Reverse-Flash Returns
- Diretto da: Michael A. Allowitz
- Scritto da: Aaron Helbing e Todd Helbing

### Trama
Eobard Thawne è tornato e rapisce la dottoressa Tina McGee, nonostante Barry cerchi di fermarlo, lui non capisce come sia possibile che Eobard sia vivo dato che con la morte del suo antenato Eddie la linea temporale del supervelocista sarebbe dovuta svanire, ma Wells gli spiega che Eobard viene dal futuro quindi tecnicamente la sua linea temporale non può ancora essere cancellata dato che non è ancora iniziata, e che la forza della velocità lo ha salvato grazie a una linea temporale residuale, infatti questo non è lo stesso Eobard Thawne che Barry e i suoi amici hanno conosciuto. Patty riesamina i casi a cui Barry ha lavorato correlati a Flash scoprendo che il suo ex era a conoscenza di informazioni che formalmente non avrebbe dovuto sapere sui diversi casi, e ciò unito alla sua collaborazione con i laboratori S.T.A.R. le fa capire che Barry e Flash sono la stessa persona. Eobard rapisce Tina per farle costruire una macchina per la supervelocità che lo farà ritornare nel suo tempo, Wells costruisce per Cisco una macchina che amplifica la paura così da stimolare le sue visioni, Cisco scopre le intenzioni di Eobard, quindi localizzando i tachioni della macchina del tempo Barry trova Eobard e salva Tina. Barry affronta Eobard e lo sconfigge, per poi portarlo ai laboratori S.T.A.R. e chiuderlo in una cella. Patty dice a Barry che ha scoperto il suo segreto ma vuole che sia lui e dirglielo, dando alla loro relazione una seconda possibilità, ma Barry si rifiuta di confessarle la verità perché anche se è innamorato di lei non vuole metterla in pericolo, quindi Patty lo lascia definitivamente. A Francine rimane poco da vivere, quindi Iris decide di riappacificarsi con lei. Barry chiede a Eobard perché lo odia, lui gli risponde che all'inizio era ossessionato da lui tanto che cercò di replicare la stessa reazione che gli diede i superpoteri riuscendo nell'impresa, ma quando capì che non sarebbe mai diventato come lui decise di diventare il suo opposto, togliendogli tutto ciò che amava. Cisco inizia a perdere sangue, poi diventa vittima delle convulsioni, il ragazzo rischia di sparire, infatti Eobard deve tornare nel suo tempo e adempiere al suo destino altrimenti il paradosso temporale farà sparire Cisco. Barry libera il suo nemico, poi i due uniscono la loro supervelocità e generano un varco temporale che Eobard attraversa tornando nel suo tempo. Caitlin cerca un modo per salvare Jay provando a sostituire le sue cellule malate con delle cellule sane, ovvero quelle della sua controparte di Terra-1, ma Jay le dice che la sua versione in questa realtà si chiama Hunter Zolomon, ma che le loro cellule non sono più compatibili dopo che il DNA di Jay è mutato quando è diventato un metaumano. Mentre Patty è nel treno che la porterà via, Barry si presenta a lei con il costume di Flash e le dice addio.
- Guest star: Shantel VanSanten (Patty Spivot), Matt Letscher (Eobard Thawne/Anti-Flash), Amanda Pays (Christina "Tina" McGee), Vanessa A. Williams (Francine West), Teddy Sears (Jay Garrick/Hunter Zolomon di Terra-1), Morena Baccarin (IA Gideon)
- Ascolti USA: 3 710 000 telespettatori – rating/share 18-49 anni 1.4/5%[23]
- Ascolti Italia: 1 258 000 telespettatori - share 4.59%[24]

## Tar-Pit
- Titolo originale: Fast Lane
- Diretto da: Rachel Talalay
- Scritto da: Brooke Eikmeier (soggetto); Kai Yu Wu e Joe Peracchio (sceneggiatura)

### Trama
Joey Monteleone, un metaumano che ha il potere di trasformare il suo corpo in catrame bollente, è in cerca di vendetta, lui vuole uccidere i suoi complici che cercarono di ucciderlo, una sera, immergendolo nel catrame bollente, ma quella stessa sera l'acceleratore di particelle dei laboratori S.T.A.R. esplose e un fulmine colpì Joey trasformandolo in un metaumano. Iris e Joe cercano di fare amicizia con Wally ma sua sorella non approva il fatto che si cimenti in corse automobilistiche clandestine, essendo molto pericolose per non dire illegali, ma soprattutto non capisce perché Joe non lo rimproveri; lui le spiega che al momento per legare con Wally è meglio essere suo amico piuttosto che suo padre. Joey uccide uno dei suoi ex complici, Daniel Burge, poi cerca di uccidere l'altro suo complice, Clay Stanley, ma Barry lo salva, però Cisco si è reso conto che Barry è più lento del solito, infatti Wells malvolentieri gli sta rubando la forza della velocità tramite un dispositivo che ha inserito nel costume di Barry di nascosto. Pur di proteggere Wally, sua sorella minaccia l'organizzatore delle corse clandestine, Clarke Bronwen, intimandogli di chiudere il giro altrimenti farà pubblicare un articolo di giornale su tutte le sue attività illegali. Wells consegna a Zoom l'energia che ha rubato a Barry, ma il criminale di Terra-2 ne vuole di più. Per chiudere le brecce dimensionali che collegano questa realtà a Terra-2 Wells crea dei congegni, un reattore per implosioni di brecce. Wally prende parte a un'altra gara, sul luogo giungono Iris e Joe, che sono lì per interrogare Bronwen, essendo il probabile bersaglio di Joey, essendo stato l'ultimo complice che lo tradì, ma durante la corsa arriva Joey che fa fare un incidente a Wally, Barry lo salva ma una scheggia del parabrezza dell'auto ferisce Iris alla spalla, Barry non è stato capace di fermare la scheggia dato che la sua velocità si è notevolmente ridotta. Iris viene portata in ospedale, le sue condizioni non sono gravi, ma Joe rimprovera Wally per le sue pessime scelte di vita, facendogli capire che non ha bisogno di quelle gare automobilistiche per sentirsi completo dato che ora può contare su una famiglia. Wells alla fine confessa a Barry che è stato lui a ridurre la sua supervelocità rubandola per poterla dare a Zoom, Joe lo prende a pugni senza nemmeno dargli il tempo di spiegarsi e lo chiude in una delle celle dei laboratori. Dopo avere tolto dal costume il dispositivo che rubava a Barry la sua velocità, il supereroe può affrontare Joey al pieno delle sue forze e lo sconfigge facilmente. Wells si giustifica con Barry dicendogli che lo ha tradito per salvare sua figlia, però propone un piano: loro lo rimanderanno su Terra-2 e chiuderanno le brecce con i reattori, così Zoom non attraverserà più le dimensioni, in questo modo sarà Wells ad affrontare Zoom da solo senza più coinvolgere Barry, ma quest'ultimo non intende voltargli le spalle nonostante il suo tradimento, perché lui è deciso più che mai a fermare Zoom. Quindi il team flash decide di andare su Terra-2 insieme a Wells.
- Guest star: Marco Grazzini (Joseph "Joey" Monteleone/Tar Pit), Sean Owen Roberts (Clay Stanley), Mathias Retamal (Daniel Burge), Teach Grant (Clark Bronwen)
- Ascolti USA: 3 660 000 telespettatori – rating/share 18-49 anni 1.4/5%[25]
- Ascolti Italia: 1 281 000 telespettatori - share 5.14%[26]

## Benvenuti su Terra-Due
- Titolo originale: Welcome to Earth-2
- Diretto da: Millicent Shelton
- Scritto da: Greg Berlanti e Andrew Kreisberg (soggetto); Katherine Walczak (sceneggiatura)

### Trama
Dopo avere chiuso tutte le fessure dimensionali che collegavano la sua realtà a Terra-2, Barry attraversa l'ultima rimasta insieme a Wells e Cisco, per salvare Jesse su Terra-2. Barry e Cisco notano le differenze che distinguono questa realtà dalla loro: Barry e Iris sono sposati, Joe è un cantante, Nora Allen è ancora viva, Iris è una detective, Snart è il Sindaco, Singh è un criminale mentre Floyd Lawton è il capitano del dipartimento di polizia di Central City. Intanto su Terra-1 Caitlin, Jay e Joe sono costretti a combattere contro un metaumano di nome Adam Fells (Geomancer), che possiede il potere della geocinesi. Caitlin e Joe spronano Jay a prendere il siero della supervelocità creato da Wells per contrastarlo, ma Jay non se la sente confessando la verità: lui non era soddisfatto dei suoi poteri, quindi sintetizzò diversi sieri della supervelocità per aumentare le sue capacità. Sono stati essi ad aggravere le sue condizioni di salute, comunque Caitlin lo incoraggia a riprovarci. Su Terra-2 Barry deve affrontare le versioni analoghe di Caitlin e Ronnie, che in questa piano dimensionale sono due criminali metaumani, infatti Ronnie ha completamente interiorizzato Stein facendosi chiamare "Deathstorm", mentre Caitlin si fa chiamare Killer Frost, e ha il potere della criocinesi. Deathstorm uccide Joe, quindi Barry decide di affrontare lui e Killer Frost nonostante abbia promesso a Wells di non interferire con gli eventi di Terra-2. Intanto su Terra-1 Jay assume il siero ma con scarsi risultati, infatti durante lo scontro con Fells ha quasi rischiato di farsi uccidere, fortunatamente Joe mette il criminale in fuga. Su Terra-2 Cisco scopre che Killer Frost e Deathstorm lavorano per la sua controparte, un criminale che si fa chiamare Reverb, che gli fa capire che il suo potere va oltre quello di vedere le vibrazioni della realtà, ma addirittura ha la capacità di emanare onde vibranti estremamente potenti. Barry affronta i suoi avversari avendo la peggio, Deathstorm e Reverb si apprestano a ucciderlo ma poi arriva Zoom che li uccide entrambi, risparmiando la vita a Killer Frost e poi rapisce Barry.
- Guest star: Teddy Sears (Jay Garrick), Patrick Sabongui (Singh di Terra-2), Robbie Amell (Ronnie di Terra-2/Deathstorm), Michael Rowe (Floyd Lawton di Terra-2), Violett Beane (Jesse Wells), Demore Barnes (Henry Hewitt di Terra-2), Adam Stafford (Adam Fells/Geomancer)
- Ascolti USA: 3 960 000 telespettatori – rating/share 18-49 anni 1.6/5%[27]
- Ascolti Italia: 1 224 000 telespettatori - share 4.47%[28]

## Fuga da Terra-Due
- Titolo originale: Escape from Earth-2
- Diretto da: JJ Makaro
- Scritto da: Todd Helbing e Aaron Helbing (soggetto); David Kob (sceneggiatura)

### Trama
Su Terra-2, Zoom cerca Wells conscio che è tornato a casa sua: ha bisogno del suo aiuto per trasferire a lui tutta la supervelocità di Barry per poi, alla fine, ucciderlo. Barry è prigioniero insieme a Jesse e non sono soli: c'è un'altra persona  con loro che non può parlare dato che indossa una maschera di ferro, ma cerca di comunicare con loro colpendo con la mano la parete di vetro della sua cella usando il codice morse. Intanto Wells, Cisco e Iris (di Terra-2) rintracciano Killer Frost tramite un algoritmo creato dal Barry (di Terra 2). Su Terra-1 Jay, per affrontare Fells, si fa somministrare un'altra variante del siero della supervelocità da Caitlin, il quale sembra riuscire persino a rigenerare le cellule malate del suo corpo. Su Terra-2 il misterioso prigioniero con la maschera continua a comunicare con Barry e Jesse i quali capiscono il messaggio: JAY (ovvero Jay Garrick), ma non comprendono la ragione di tale messaggio a causa dell'arrivo di Zoom che interrompe la conversazione e si accanisce su Barry. Trovata Killer Frost, Cisco la convince a portarli nel covo di Zoom. Nel frattempo, su Terra-1, Fells fa irruzione agli S.T.A.R. ma Caitlin lo mette al tappeto con un'arma dei laboratori e Joe, infine, lo arresta. Su Terra-2 le versioni analoghe di Barry e Iris aiutano Wells e Cisco a salvare Jesse e Barry, quest'ultimo facendo vibrare il suo corpo ad alta velocità, ma non riescono a far uscire il misterioso prigioniero mascherato. Zoom si palesa a loro ma Killer Frost, ancora in collera con lui per avere ucciso il suo amato Deathstorm lo tiene a bada con i suoi poteri congelanti, permettendo a Barry e ai suoi amici di scappare. Barry, Cisco, Wells e Jesse attraversano il vortice spazio temporale raggiungendo Terra-1 e permettendo a Jay di chiudere la breccia, ma Zoom fa in tempo a uccidere quest'ultimo, portandolo con sé su Terra-2.
- Guest star: Teddy Sears (Jay Garrick), Demore Barnes (Henry Hewitt di Terra-2), Violett Beane (Jesse Wells), Tone Bell (Scott Evans), Adam Stafford (Adam Fells/Geomancer), Ryan Handley (Zoom)
- Ascolti USA: 3 900 000 telespettatori – rating/share 18-49 anni 1.5/5%[29]
- Ascolti Italia: 1 222 000 telespettatori - share 4.52%[30]

## King Shark
- Titolo originale: King Shark
- Diretto da: Hanelle Culpepper
- Scritto da: Benjamin Raab e Deric A. Hughes

### Trama
Caitlin è distrutta dopo la scomparsa del suo amato Jay, il quale è probabilmente morto dato che Zoom lo ha passato da parte a parte con la sua mano, Barry vorrebbe andare nuovamente su Terra-2 ma Wells lo informa che le brecce dimensionali non potranno più riaprirsi. Intanto King Shark, che segretamente l'ARGUS aveva tenuto prigioniero dopo che Wells l'aveva messo fuori combattimento, riesce a scappare uccidendo i soldati dell'ARGUS, quindi John Diggle e sua moglie Lyla (quest'ultima è la direttrice dell'ARGUS) vanno a Central City per avvertire Barry dato che è probabile che King Shark cercherà di portare a termine il compito che Zoom gli aveva dato, ovvero uccidere Barry. Lyla spiega a Barry che Amanda Waller, la precedente direttrice dell'agenzia voleva usare i metaumani come soldati, ma ora Lyla vuole rimediare ai danni che lei aveva provocato. Joe incoraggia Barry a fare amicizia con Wally, quindi lo aiuta a sviluppare un nuovo motore di sua invenzione per la facoltà di ingegneria dell'università. Caitlin diventa sempre più fredda e cinica, e questo preoccupa Cisco perché teme che possa diventare come la sua controparte di Terra-2, Caitlin gli spiega che adesso ha bisogno di essere fredda perché la perdita di Jay è stata un duro colpo essendo stato il primo uomo che si è avvicinato a lei dopo la morte di suo marito. Barry e Wally lavorano insieme ma Wally non manca occasione per provocare Barry, infatti è invidioso di lui dato che Joe e Iris lo reputano perfetto, ma Barry non cede alle sue provocazioni. Joe ha notato che Barry non è più lo stesso da quando è tornato da Terra-2, quindi Barry gli confessa che il Joe di Terra-2 è morto davanti ai suoi occhi e lui si sente in colpa per non averlo salvato, ma soprattutto per non avere sconfitto Zoom che ora potrà fare di Terra-2 tutto ciò che vuole. A Caitlin viene in mente un'idea per fermare King Shark, dato che come tutti gli squali lui trova le sue prede tramite l'elettrolocalizzazione, crea un dispositivo elettrico che riproduce lo stesso campo elettrico di Barry, mettendolo a galla nel porto, King Shark casca nella trappola, poi Diggle e Lyla cercano di ucciderlo con le loro armi da fuoco ma senza successo, Barry inizia a correre nell'oceano affrontando King Shark nel suo elemento, poi lo intrappola in un vortice d'acqua elettrificandolo, sconfiggendolo. L'ARGUS prende King Shark in custodia, Lyla promette che troverà il modo di curarlo facendolo tornare umano. Wally, parlando con Joe, ammette che grazie a Barry ha fatto molti progressi nella creazione del motore, comunque Joe gli dice che anche se è orgoglioso di Barry non lo ama più di Wally, perché per lui sono entrambi suoi figli. Barry parla con i suoi amici dicendo loro che Zoom è un problema che ha creato lui perché non sarebbe mai giunto da Terra-2 se Barry non avesse creato quell'anomalia per il suo egoistico desiderio di salvare sua madre, ma che ora rimedierà ai suoi sbagli trovando il modo di tornare su Terra-2 e sconfiggere Zoom. Nella scena finale, su Terra-2, Zoom si toglie la maschera e si scopre che è Jay.
- Guest star: Teddy Sears (Jay Garrick/Zoom), David Ramsey (John Diggle), Audrey Marie Anderson (Lyla Michaels), Violett Beane (Jesse Wells), Haley Beauchamp (Tanya Lamden), David Hayter (Shay Lamden di Terra-2/King Shark)
- Ascolti USA: 3 800 000 telespettatori – rating/share 18-49 anni 1.4/5%[31]
- Ascolti Italia: 1 104 000 telespettatori - share 4.54%[32]

## Trajectory
- Titolo originale: Trajectory
- Diretto da: Glen Winter
- Scritto da: Lauren Certo e Lilah Vandenburgh

### Trama
Barry si allena per diventare sempre più veloce, così da potere diventare più veloce di Zoom e vendicare Jay quando farà ritorno su Terra-2; per farlo, cerca anche di saltare un dirupo alla velocità Mach 3.3 (circa 1123 m/s). Sul punto di riuscirci cade, ma viene preso al volo dai droni di Cisco. Arrivati ai laboratori S.T.A.R. Jesse rivela al padre che le piacerebbe conoscere nuove persone nella sua nuova vita, e Wells, malvolentieri, le permette di andare in discoteca con Barry, Caitlin e Cisco, a patto di indossare un braccialetto per la rivelazione dei metaumani. Mentre Cisco e Caitlin si danno al ballo, Barry e Iris parlano tra di loro e Jesse è in bagno a tentare di togliersi il bracciale contenente un messaggio di Wells che confessava di avere ucciso pur di salvarla. La serata viene interrotta da una ragazza, una metaumana che come Barry corre a supervelocità e riesce a rubare tutti gli averi ai presenti e a fuggire correndo molto più velocemente di Barry. Caitlin e Joe si recano ai laboratori Mercury per interrogare Eliza Harmon, una ex collega e amica di Caitlin, nonché l'unica a conoscenza del Velocity 9, il siero della supervelocità che Caitlin aveva preparato per Jay. Appena se ne vanno Eliza si inietta il Velocity 9, parlando con se stessa e manifestando una doppia personalità. Raggiunge quindi i laboratori S.T.A.R. e, con il nome di Trajectory, minaccia Caitlin per ottenere altro Velocity 9. Da lì, Trajectory si reca su un ponte e comincia a correre avanti e indietro allo scopo di farlo crollare con le vibrazioni mettendo in pericolo le persone che lo stavano attraversando, Barry però riesce a metterle tutte in salvo. Questo accade, e Barry è costretto a compiere lo stesso salto che al dirupo non era riuscito a fare. Questa volta l'esito è diverso, in quanto riesce a saltare e a colpire Eliza. Barry cerca di fare cambiare idea a Eliza sull'uso del Velocity 9 ma la tentazione è troppo forte, e lei inizia a correre. Il suo lampo diventa progressivamente blu come quello di Zoom, e a causa della troppa frizione dell'aria e dei mortali effetti collaterali del siero, si dissolve. Jesse rivela al padre ciò che ha sentito, riferendogli con un messaggio vocale che ha deciso di andarsene per cercare da sola la sua nuova strada in questo nuovo mondo. Ai laboratori S.T.A.R. Barry rivela agli altri che il fulmine di Eliza, dopo che si era iniettata il siero era diventato blu. Wells deduce quindi che Zoom sta morendo, proprio come Jay, perché ha usato il Velocity 9 per diventare più veloce (da cui i lampi blu che lo circondano), e che ha bisogno della velocità di Barry per annullare gli effetti del siero. Cisco confessa a Barry e al resto del gruppo di avere avuto delle visioni di Zoom ogni volta che si avvicinava all'elmetto di Jay, Barry rompe la teca in cui era contenuto l'elemetto e lo dà a Cisco, che ha una visione: Zoom, nel suo nascondiglio su Terra-2, si toglie la maschera e il suo aspetto è uguale a quello di Jay. Il team Flash rimane scioccato, in particolare Barry che, preso dalla delusione per essersi nuovamente fidato di un mentore che in realtà lo stava solo manipolando, torna al dirupo e urla di rabbia.
- Guest star: Teddy Sears (Jay Garrick/Zoom), Violett Beane (Jesse Wells), Tone Bell (Scott Evans), Allison Paige (Eliza Harmon/Trajectory), Peter Brown (McKay)
- Ascolti USA: 3 000 000 telespettatori – rating/share 18-49 anni 1.1/4%[33]
- Ascolti Italia: 1 285 000 telespettatori - share 4.77%[34]

## Flash Back
- Titolo originale: Flash Back
- Diretto da: Alice Troughton
- Scritto da: Aaron Helbing e Todd Helbing

### Trama
Barry, ormai scoperta la vera identità di Zoom, cerca in tutti i modi di migliorare la propria velocità e per farlo viene aiutato da Cisco. Wally va a casa West per cenare con la sorella, il padre e il fratello adottivo. Wally rivela che ha iniziato a dedicarsi non solo agli studi, ma a qualcosa di più grande e quando dice di essere stato aiutato dai diari di alcuni grandi ingegneri della storia a Barry viene un'idea, il ragazzo raggiunge i laboratori S.T.A.R. e dice a Caitlin e Cisco di volere tornare indietro nel tempo di un anno per essere aiutato da Eobard Thawne per diventare più veloce. Il team inizialmente è in disaccordo, ma comunque decidono di provare e Barry inizia a correre nell'acceleratore e apre il wormhole entrandoci e, mentre corre nella Forza della velocità, Uno strano fantasma lo fa dirottare al momento in cui Barry stava per prendere Hartley Rathaway. Barry narcotizza la sua versione di questo tempo e poi si sostituisce a lui catturando Hartley. Poi va ai laboratori S.T.A.R. e incontra Eobard Thawne, che a quel tempo si spacciava per Harrison Wells. Barry cerca di farsi aiutare da Twane a risolvere l'equazione della velocità ma nel frattempo lo spettro che dirottò Barry si rifà vivo alla Central City Police Departement, ma non attacca nessuno, Barry arrivato tardi rivede Eddie Thawne. Barry indaga sul perché abbia aggredito il suo laboratorio e capisce che cerca lui. Tornato ai laboratori S.T.A.R. Thawne riesce a capire che quella è una versione futuristica di Barry e lo stordisce ammanettandolo con delle manette che inibiscono le sue vibrazioni, Eobard gli spiega che quello è uno spettro del tempo, che non gradisce coloro che viaggiano nel tempo, Eobard è più esperto di Barry nei viaggi nel tempo e sa come evitarli. Eobard comprende che il solo fatto che lui venga dal futuro è la dimostrazione che lui perderà, ma Barry gli mente dicendogli che lui vincerà, ma che adesso ha bisogno del suo aiuto per aumentare la sua velocità dicendogli che se lo ucciderà una lettera destinata alla sua versione di questo tempo gli darà le direttive su come sconfiggerlo. Eobard gli consegna una chiavetta e lì compaiono tutti i dati per un potenziamento tachionico, Barry si rivela alla sua controparte che lo aiuta a tornare nel suo tempo impedendo allo spettro di rallentarlo. Barry torna nel suo tempo ma lo spettro lo raggiunge, però Hartley, che è diventato una brava persona grazie al viaggio nel tempo di Barry che ha cambiato alcuni eventi passati che si ripercuotono nel presente, usa i suoi guanti a frequenza e neutralizza lo spettro salvando Barry. Quest'ultimo dà a Iris un video fatto a Eddie quando era nel passato e lei si commuove.
- Guest star: Rick Cosnett (Eddie Thawne), Andy Mientus (Hartley Rathaway/Pifferaio)
- Ascolti USA: 3 390 000 telespettatori – rating/share 18-49 anni 1.3/5%[35]
- Ascolti Italia: 1 181 000 telespettatori - share 4.41%[36]

## Versus Zoom
- Titolo originale: Versus Zoom
- Diretto da: Stefan Pleszczynski
- Scritto da: Joe Peracchio e David Kob

### Trama
Anni prima: Barry Allen, all'età di 11 anni, vede la madre morire per mano di un tornado di fulmini, ma ad Hunter Zolomon accade un fatto totalmente diverso, perché viene svegliato dal padre che al piano di sotto sta picchiando la madre e appena scende il padre gli fa indossare il suo elmetto e davanti ai suoi occhi uccide la madre sparandole. Hunter Zolomon viene dato a un orfanotrofio, con in mano l'elmetto del padre.
Oggi: Barry  è tornato finalmente dopo essere andato sulla Terra-38 dove incontra Kara che è Supergirl. Barry ha finalmente trovato il modo di riuscire a migliorare la propria velocità, ossia il dispositivo a tachioni. Il giovane lo indossa sullo stemma e comincia a correre quattro volte più veloce e dopo avere accelerato entra ed esce velocemente da una breccia, per poi raggiungere i laboratori S.T.A.R. in meno di sei secondi. Tutti sono scioccati e così sono pronti ad affrontare Zoom, ma c'è un piccolo problema: le brecce sono state tutte chiuse. L'unico modo per riaprirne almeno una sono i poteri di Cisco, che potrebbe riuscire ad aprirne una qualsiasi; lui, riluttante, accetta. Giunti a un ospedale abbandonato, Cisco riesce ad aprire una parte della breccia, ma poi si ferma. Il motivo è che non vuole diventare come Reverb, ma Barry lo consola dicendogli che lui ha una cosa che la sua versione di Terra-Due non ha mai avuto, ossia il suo team e che per lui sono come una famiglia. Wally ha dei problemi a pagare l'affitto del suo dormitorio, quindi Barry suggerisce a Joe di invitarlo a vivere con loro, con grande felicità di Wally. Catlin rivela al team che la controparte di Jay di Terra-1 si chiama Hunter Zolomon, come Zoom, e Wells afferma che su Terra-Due c'è un serial killer con questo nome, ovvero quello che tutti conoscevano con il nome di Jay. Infatti Hunter Zolomon venne rinchiuso in un manicomio psichiatrico e sottoposto giornalmente a elettroshock, ma quando l'acceleratore di particelle esplose la materia oscura diede ad Hunter la supervelocità, quindi Jay Garrick non esiste. Iris va a un appuntamento con il suo capo, ma confessa a Catlin che non riesce ad andare fino in fondo, Catlin le dice che ciò non è dovuto al ricordo di Eddie Thawne ma all'amore che prova per Barry, infatti Iris ammette di amarlo ancora specialmente perché sembra che tutto nella sua vita indichi che sia destinata a stare con Barry. Cisco riesce ad aprire totalmente la breccia e Zolomon riesce a passarla, successivamente comincia una corsa per la città che vede Barry avere la meglio sul velocista demoniaco, essendo più veloce. Poi Barry porta Hunter in una sorta di capannone e per distrarlo gli fa vedere della sagome dei suoi genitori, per poi stordirlo e togliergli la maschera. Barry affronta Zolomon e quest'ultimo gli dice che non riuscirà mai a fermarlo e scappa, Barry lo perde di vista. Quando Iris, Joe e Barry tornano a casa la vedono disordinata, e trovano su una parete scritto: "LA TUA VELOCITÀ IN CAMBIO DI WALLY". Infatti Zoom lo ha portato su Terra-2 imprigionandolo insieme al misterioso uomo con la maschera. Barry non può fare altro che donare la propria velocità a Zolomon. Cisco contatta Zoom con i suoi poteri e gli dice che Barry gli da la sua velocità. Hunter riporta Wally su Terra-1 ai laboratori S.T.A.R., e rivela a Barry e alla sua squadra che Jay Garrick non esiste, è solo una falsa identità che ha creato per dare false speranze alle persone, il "Jay Garrick" che ha ucciso davanti ai loro occhi era solo una versione di Hunter Zolomon che veniva da una sua linea temporale residuale (come Eobard Thawne). Barry gli chiede chi è il misterioso prigioniero con la maschera, ma Hunter gli dice che se gli rivelasse la sua identità non gli crederebbe. Barry comincia a correre sul tapis roulant diventando sempre più lento, fino a perdere la velocità e Zoom se la inietta, così Barry Allen torna un essere umano normale. Zolomon aggredisce Barry "ringraziandolo" ma Catlin lo ferma impedendogli di ucciderlo perché sa che lui tiene ancora a lei e così la rapisce sotto gli occhi di tutti. Barry, sapendo di non poterlo raggiungere, osserva con rabbia.
- Guest star: Teddy Sears (Hunter Zolomon/Zoom), Tatyana Forrest (Ashley Zolomon), Shaine Jones (James Zolomon), Octavian Kaul (Hunter Zolomon da bambino), Logan Williams (Barry Allen da bambino)
- Ascolti USA: 3 030 000 telespettatori – rating/share 18-49 anni 1.2/4%[37]
- Ascolti Italia: 1 108 000 telespettatori - share 4.27%[38]

## Ritorno alle origini
- Titolo originale: Back to Normal
- Diretto da: John F. Showalter
- Scritto da: Brooke Roberts e Katherine Walczak

### Trama
La puntata comincia facendo vedere Barry alle prese con le sue classiche mattinate che svolgeva con i suoi poteri e che non potrà mai più svolgere, perché Hunter è riuscito a rubargli la velocità lasciando il giovane Allen senza poteri. Ora che è privo di supervelocità, non c'è più nessun Flash a proteggere Central City. Wells riesce a trovare sua figlia, che vive in una casa insieme a una coinquilina, Wells prova a convincerla a tornare con lui ma lei non riesce a perdonargli la morte di Russell Glosson, affermando che ha paura di lui. Mentre Wells torna ai laboratori S.T.A.R. di fronte a lui compare un uomo, invecchiato, che ferma il veicolo come se avesse la pelle corazzata; l'uomo misterioso cattura Wells. Barry, andato sul posto con Iris, vede piccole macchie di sangue ed eseguendo dei test scoprono che è Griffin Grey il sequestratore, un ragazzo che fu colpito dall'acceleratore, acquisendo la superforza, ma il problema è che più usa i suoi poteri, più invecchia. Jesse, tornata, si rimprovera di non essere stata a fianco al padre e per riscattarsi aiuta il team dicendo loro che l'unico modo per sconfiggere Griffin è quello di spingerlo a usare i suoi poteri finché non invecchierà abbastanza da perdere le forze. Su Terra-2 Caitlin è prigioniera insieme al misterioso uomo con la maschera e alla sua controparte di Terra-2, Killer Frost. Caitlin le chiede chi è l'uomo con la maschera ma Killer Frost non ne ha idea, poi le due trovano un modo per uscire dalle loro celle usando i poteri di Killer Frost, ma quest'ultima poi cerca di uccidere Caitlin. All'ultimo momento arriva Hunter, che uccide Frost. Usando la tecnologia di Ray Palmer che Felicity ha donato al team, Cisco rafforza la tuta di Barry. Quest'ultimo affronta Griffin che, usando la sua forza fisica, continua a invecchiare sempre più velocemente. Barry prova a convincerlo a fermarsi, ma lui continua ad attaccarlo finché non muore a causa dell'invecchiamento. Su Terra-2 Hunter dice a Caitlin che loro due torneranno su Terra-1 e che ne prenderà il controllo. Jesse torna a vivere con suo padre, facendogli però capire che per lei è difficile addossarsi la responsabilità che suo padre ha ucciso un uomo per lei e che Harrison non può cedere sempre ai suoi istinti peggiori tutte le volte che lei è in pericolo. Wells le promette che allenterà la presa con lei e che sarà un padre migliore, inoltre dice a Barry che gli restituirà i suoi poteri ricreando l'esplosione dell'acceleratore di particelle che in principio gli diede i poteri la prima volta.
- Nota: Nella scena in cui Wally parla con Flash, quest'ultimo parla con la voce alterata, nonostante, avendo perso la velocità, non dovrebbe essere in grado di far vibrare le corde vocali.
- Guest star: Teddy Sears (Hunter Zolomon/Zoom), Violett Beane (Jesse), Haig Sutherland (Griffin Grey), Merren McMahon (Johanna), Octavius Kaul (Giovane Hunter Zolomom)
- Ascolti USA: 3 390 000 telespettatori – rating/share 18-49 anni 1.3/5%[39]
- Ascolti Italia: 1 406 000 telespettatori - share 5.25%[40]

## Rupture
- Titolo originale: Rupture
- Diretto da: Armen V. Kevorkian
- Scritto da: Kai Yu Wu e Lauren Certo

### Trama
Cisco cerca di mettere paura ai criminali di Central City con un ologramma di Flash, dato che Barry è senza poteri, comunque Wells cerca di convincere il team che la soluzione giusta è quella di ricreare l'esplosione dell'acceleratore di particelle, e nonostante l'iniziale riluttanza, visti i danni che fece la prima esplosione, il team decide di assecondarlo. Barry va da suo padre e gli dice che ha perso i suoi poteri perché il suo nemico Hunter Zolomon lo ha imbrogliato facendogli credere che il suo nome era Jay Garrick, stranamente Henry riflette sul fatto che "Garrick" era il cognome da nubile di sua madre, poi padre e figlio tornano a Central City, ed Henry inizia a considerare l'idea di restare in città. Hunter arriva su Terra-1 e va alla stazione di polizia di Central City con Caitlin e ne prende il controllo dato che gli agenti di polizia non trovano il coraggio di affrontarlo sapendo di non poterlo sconfiggere. Cisco ha una visione di suo fratello Dante, quindi credendolo in pericolo fissa un appuntamento con lui. Come sempre i due finiscono per litigare, poi arriva un supercriminale da Terra-2, Rupture, la controparte di Terra-2 di Dante, che li attacca per uccidere Cisco, in quanto Hunter gli ha detto che è stato lui a uccidere suo fratello Reverb (anche se in realtà è stato proprio Hunter a ucciderlo), quindi attacca sia lui che Dante con la sua falce capace di emettere energia, ma i due scappano. Wells e Joe decidono di tenere Jesse e Wally al sicuro chiudendoli in una camera di contenimento ai laboratori S.T.A.R., intanto Cisco rivela a Dante di essere un metaumano. Hunter tiene Caitlin prigioniera alla centrale di polizia, lui le dice che nel profondo c'è molta oscurità in lei, come la sua controparte di Terra-2 (Killer Frost). Iris confessa a Barry che prova ancora dei sentimenti per lui e che pensa spesso a una vita insieme, a prescindere dal fatto che lui torni a essere Flash o meno; Barry è senza parole e non sa cosa dire. Barry dice a Wells che ha cambiato idea e che non intende più ricreare l'esplosione dell'acceleratore di particelle per non mettere in pericolo nessuno. Rupture attacca gli agenti di polizia ma Barry e Cisco riescono a distrarlo con l'ologramma di Flash, infine gli agenti di polizia lo stordiscono con i taser elettrici, arrestandolo. Poi arriva Hunter che uccide tutti i poliziotti lì presenti, tranne Joe e il capitano Singh, poi uccide pure Rupture punendolo per il suo fallimento, inoltre con una videocamera annuncia a tutta la città che il Flash che hanno visto negli ultimi giorni era un ologramma, poi intima Singh di sospendere le attività di polizia informando tutti che ora Central City appartiene a lui. Dopo la morte di Rupture, Cisco decide di non dare più per scontato il rapporto con Dante, i due fratelli si abbracciano. Barry ha capito che ha bisogno dei suoi poteri specialmente dopo che Wells lo informa che probabilmente la prossima mossa di Hunter sarà quella di radunare un esercito di metaumani. Wells e Cisco cercano di ricreare la reazione che in precedenza diede a Barry i poteri con una versione in miniatura dell'acceleratore di particelle. Intanto Wally e Jesse, stanchi di rimanere rinchiusi nella camera di contenimento, riescono a evadere. L'esperimento non va come previsto e Barry scompare, e un'emissione di energia colpisce Wally e Jesse, poi sopraggiunge Hunter che deride Wells e tutti gli altri perché hanno appena ucciso Barry, poi li lascia soli, Joe abbraccia Iris la quale scoppia a piangere.
- Guest star: Teddy Sears (Hunter Zolomon/Zoom), John Wesley Shipp (Henry Allen), Violett Beane (Jesse Wells), Patrick Sabongui (David Singh), Nicholas Gonzalez (Dante Ramon e Dante Ramon di Terra-2/Rupture)
- Ascolti USA: 3 340 000 telespettatori – rating/share 18-49 anni 1.3/5%[41]
- Ascolti Italia: 1 217 000 telespettatori - share 4.92%[42]

## La Forza Della Velocità
- Titolo originale: The Runaway Dinosaur
- Diretto da: Kevin Smith
- Scritto da: Zack Stentz

### Trama
Dopo che Barry è svanito davanti agli occhi del suo Team, Cisco tocca la sua uniforme ormai a pezzi, e vede che il suo caro amico è ancora vivo e che si trova in un'altra dimensione. Barry si risveglia nella sua vecchia camera e scendendo trova Joe, ma scopre che in realtà parla con la base dei suoi poteri: la Forza Della Velocità, che gli spiega che essa non è solo la fonte dei poteri di Barry bensì un'energia esistente sin dagli albori della civiltà e che esisterà anche quando l'universo cesserà di esistere. Barry è deciso a tornare a casa, ma la Forza della Velocità glielo permetterà soltanto se e quando riuscirà ad afferrare una sagoma nera che corre a supervelocità e il giovane Allen dovrà raggiungerla correndo normalmente. Nel frattempo, ai laboratori S.T.A.R., Wells chiama Wally e Jesse dalla stanza in cui erano rinchiusi per sicurezza, ma nessuno risponde. Joe e Wells trovano i rispettivi figli svenuti per terra: Wally si riprende alľ'istante, ma Jesse non rinviene. Henry con le sue conoscenze mediche cerca di prendersi cura di Jesse che è in uno stato di coma simile a quello di Barry quando venne colpito dal fulmine dell'acceleratore di particelle, quindi Henry chiede a Cisco e Iris di portargli i dati clinici di Barry che sono conservati nello scantinato.
Cisco e Iris vanno lì e vi trovano un redivivo Tony Woodward, il quale è risorto a causa dell'acceleratore di particelle in miniatura. Cisco avverte tutti che Barry è vivo e Wells ipotizza che si trovi nella Forza della Velocità e che per riportarlo indietro Cisco dovrà usare i suoi poteri.
Intanto Barry segue la sagoma che lo porta alla prima destinazione del suo primo viaggio nel tempo e la Forza della Velocità muta in Iris, mentre parlano Iris dice che Barry ha avuto un dono e che lui lo ha rifiutato e che era destinato a diventare Flash, lui ribatte che lo ha fatto per proteggere Wally; a un certo punto compare un tornado di fulmini nel mare e Barry sente la voce di Cisco, il quale ha raggiunto la dimensione grazie a un apparecchio dei laboratori S.T.A.R., la Forza della Velocità informa Barry che se seguirà Cisco tornerà, ma senza poteri, se resta invece li riavrà, e Barry sceglie la seconda opzione continuando a seguire la sagoma.
Barry si ritrova in un cimitero e la Forza della Velocità si tramuta in Henry che gli dice la vera ragione per cui Barry non ha mai accettato i suoi poteri: perché non si è perdonato per non avere salvato Nora quando gli era stata data l'occasione di farlo, ragion per cui non va mai a trovarla al cimitero, perché non si è mai convinto del tutto della scelta di lasciarla morire invece che salvarla. A questo punto il ragazzo si ricrede su tutto e continua a correre e rincorrere la sagoma. A Central City il team scopre che Woodward, che dopo essere fuggito dai laboratori S.T.A.R. è nuovamente a piede libero, vuole Iris e distrugge tutti i posti in cui è stato con lei memore dell'infatuazione che aveva per Iris, quest'ultima decide di fare da esca per portarlo dove Wells e Cisco useranno una macchina di loro invenzione che permetterà a Woodward di morire. Prima di ciò, Joe si vuole assicurare se Wally sia un metaumano oppure no. Barry segue la sagoma fino al punto di partenza e lì la Forza della Velocità si tramuta in Nora, sua madre. Barry comprende di non avere mai completamente accettato la sua morte, poiché le manca moltissimo. La Forza della Velocità, quindi, gli fa capire che i suoi poteri non possono proteggerlo dal dolore delle brutte esperienze che affronterà, ma aggiunge che sia la madre sia la Forza della Velocità sono felici di ciò che è diventato e, riottenuta la serenità, afferra la sagoma che si rivela essere lui stesso. Quando resta solo Barry, il giovane riacquista i poteri.
A Central City, invece, qualcosa nella macchina non va come previsto dunque Woodward non muore e il team resta intrappolato in una stanza con Jesse in coma. Cisco capisce che Barry non voleva tornare e riprova a riportarlo indietro con i suoi poteri usando il congegno dei laboratori S.T.A.R., questa volta con Iris. Barry vede il tornado e sente la voce di Iris, la Forza della Velocità gli dice: "Corri, Barry, Corri".
Barry, allora, torna a casa e tutti lo accolgono festanti, ma Woodward sta per entrare e Barry, tornato con i suoi poteri, lo sconfigge correndogli attorno e attivando la macchina che dovrebbe farlo morire caricando i magneti con la supervelocità, così Woodward morirà di nuovo.
Barry tocca la mano di Jesse e lei si risveglia dal coma. Barry, mentre viene esaminato dal padre gli dice che la madre è fiera di lui, Henry lo informa che ha deciso di rimanere con lui a Central City perché non ha più intenzione di lasciarlo. Barry e Iris vanno al cimitero e il giovane Allen posa dei fiori sulla tomba della madre scomparsa, i due ragazzi poi si abbracciano e Barry le dice che anche se non ha ben chiaro in che fase sia la loro relazione lei non lo ha mai abbandonato.
Intanto Hunter pone a Caitlin due scelte: rimanere e allearsi con lui o voltargli le spalle e morire con i suoi amici. Hunter è riuscito a mettere insieme un esercito di metaumani malvagi di Terra-2, pronti a conquistare Central City.
- Guest star: Teddy Sears (Hunter Zolomon/Zoom), Greg Finley (Tony Woodward/Girder), John Wesley Shipp (Henry Allen), Michelle Harrison (Nora Allen), Violett Beane (Jesse Wells)
- Ascolti USA: 3 520 000 telespettatori – rating/share 18-49 anni 1.3/5%[43]
- Ascolti Italia: 1 276 000 telespettatori - share 5.48%[44]

## Invincibile
- Titolo originale: Invincible
- Diretto da: Jesse Warn
- Scritto da: Greg Berlanti e Andrew Kreisberg (soggetto); Brooke Roberts e David Kob (sceneggiatura)

### Trama
I metaumani appartenenti all'esercito di Hunter stanno seminando il panico a Central City e la polizia può fare poco. Barry è alle prese con un metaumano con un urlo ultrasonico che distrugge gli edifici della città, tra cui la sede dei laboratori Mercury, Flash salva il personale tra cui Christina McGee, la quale lo ringrazia dicendogli che è consapevole che lui in realtà è Barry Allen. Infine affronta il metaumano che si rivela essere Black Siren, la versione di Terra-2 della defunta Black Canary, ovvero Laurel Lance. Con il suo urlo ultrasonico indebolisce Flash, ma poi arriva Wally che alla guida della sua auto investe Black Siren, salvandolo, i due poi si danno alla fuga. Hunter permette a Caitlin di scappare, la ragazza ritorna dai suoi amici ai laboratori S.T.A.R., ma è ancora traumatizzata. Per sconfiggere i metaumani di Terra-2 Cisco e Wells elaborano un congegno che emette una vibrazione sulla frequenza di Terra-2 che dovrebbe stordire tutte le persone appartenenti a quella dimensione, mentre Wells e Jesse si proteggeranno con un congegno simile a delle cuffie, ma Barry dovrà correre attorno alla città e per circoscrivere il raggio d'azione del dispositivo. Caitlin e Cisco, per bloccare Black Siren, le fanno credere di essere le loro controparti di Terra-2 (Reverb e Killer Frost) convincendola a unirsi a loro per distruggere Hunter, ma Black Siren lancia a Reverb (ovvero Cisco) qualcosa da afferrare che lui prende al volo con la mano destra, rivelando così il suo inganno, infatti coloro che vivono su Terra-2 sono il riflesso speculare delle persone che vivono su Terra-1, quindi Reverb diversamente da Cisco è mancino. Black Siren cerca di attaccare Caitlin e Cisco ma quest'ultimo usa dei poteri simili a quelli di Reverb e colpisce Black Siren con un'onda vibrante. Intanto Barry inizia a correre a supervelocità attorno a Central City e il congegno viene attivato creando una vibrazione che fa perdere i sensi ai metaumani di Terra-2, tra cui Black Siren che poi viene rinchiusa in una cella dei laboratori S.T.A.R., mentre Hunter si è messo al riparo aprendo un portale per Terra-2 attraversandolo. Barry organizza una cena con amici e parenti a casa dei West, alla quale prende parte anche Christina, inoltre dice a Iris che vuole dare alla loro storia amorosa una seconda possibilità. Ma proprio quando tutto sembrava andare per il verso giusto Cisco con i suoi poteri vede Terra-2 dividersi, poi a casa West arriva Hunter che rapisce Henry, quindi Barry si lancia all'inseguimento del criminale, Wally lo vede usare i suoi poteri. Hunter porta Henry nella loro vecchia casa dove Eobard Thawne uccise Nora; Barry li raggiunge ma dopo che Henry gli dice che gli vuole bene e che lo ha reso un padre felice, Hunter lo uccide davanti agli occhi del figlio.
- Guest star: Teddy Sears (Hunter Zoolomon/Zoom), Katie Cassidy (Laurel Lance di Terra-2/Black Siren), Amanda Pays (Christina "Tina" McGee), Patrick Sabongui (David Singh), John Wesley Shipp (Henry Allen), Violett Beane (Jesse Wells)
- Ascolti USA: 3 370 000 telespettatori – rating/share 18-49 anni 1.3/5%[45]
- Ascolti Italia: 1 283 000 telespettatori - share 5.37%[46]

## Sfida finale
- Titolo originale: The Race of His Life
- Diretto da: Antonio Negret
- Scritto da: Todd Helbing e Aaron Helbing

### Trama
La puntata riprende dal finale dello scorso episodio, Barry, arrabbiato come non mai per la morte di suo padre per mano di Hunter, affronta quest'ultimo, i due combattono a supervelocità per le strade di Central City, Hunter tornando indietro nel tempo di qualche istante crea un suo doppio generato da una linea temporale residuale, Barry affronta e sconfigge il doppio di Hunter ma non trova il coraggio di ucciderlo, però alla fine è proprio Hunter che lo uccide, per poi scappare. Dopo il funerale di Henry Wally parla con Barry e, avendo ormai scoperto il suo segreto, gli dice che ciò che ha fatto per lui e per Central City è straordinario, dandogli però anche le sue condoglianze per la morte di Henry. Hunter passa davanti a casa West, Barry lo insegue raggiungendolo, poi Hunter lo sfida a una gara di velocità lasciandogli il tempo di prepararsi. Ai laboratori S.T.A.R. Barry discute con i suoi amici; lui è dell'intento di accettare la sfida di Hunter, ma tutti gli altri non sono d'accordo avendo capito quali siano le vere intenzioni di Hunter: lui intende usare un congegno dei Laboratori Mercury, il magnetar, alimentandolo con la sua supervelocità combinata a quella di Barry per creare un'onda d'urto che possa distruggere il Multiverso, compresa Terra-2, come ha visto Cisco nella sua visione. Barry non intende tirarsi indietro, quindi Joe lo distrae e Wells lo narcotizza, rinchiudendolo in una cella speciale dei laboratori. Dato che Hunter è ancora innamorato di Caitlin, quest'ultima si avvicina a lui dicendogli che aveva ragione e che in lei c'è dell'oscurità, ma Hunter decide di ucciderla salvo scoprire che era solo un ologramma, infatti era una trappola. Cisco apre un varco per Terra-2 e Joe vi spinge dentro Hunter, il quale però lo trascina con sé. Iris e gli altri non faranno nulla per salvare Joe dato che si erano ripromessi di affrontare tutte le conseguenze dell'operazione senza guardarsi indietro, ma Wally non è d'accordo, dunque libera Barry dalla sua cella nella speranza che possa salvare suo padre. Su Terra-2 Joe viene portato nel rifugio di Hunter, dove il misterioso uomo con la maschera è tenuto prigioniero; Joe chiede a Hunter chi è quell'uomo, quindi Hunter gli rivela che Jay Garrick non è un'identità fittizia creata da lui, esiste veramente, ed è proprio l'uomo con la maschera di ferro: Hunter racconta a Joe che proprio come Barry anche lui ricevette i poteri dall'acceleratore di particelle ma non essendone soddisfatto decise di aumentarli creando vari sieri della supervelocità che però iniziarono a indebolire il suo corpo e ciò l'avrebbe portato a una lenta morte se non avesse trovato un'altra fonte di velocità a cui attingere potere, dunque con la sua supervelocità iniziò a infrangere le pareti dimensionali finché non approdò in un'altra Terra
dove incontrò Jay Garrick, lo rapì portandolo su Terra-2 ma non riuscì a sottrargli i poteri quindi decise di tenerlo prigioniero, come se non bastasse gli spettri della velocità gli danno la caccia dato che Hunter ha infranto le leggi della forza della velocità, poi un giorno si venne a creare la singolarità che creò un portale tra Terra-1 e Terra-2 (con la cancellazione della linea temporale di Eobard Thawne) e quindi Hunter, dopo avere scoperto che su Terra-1 c'era un altro supervelocista, Barry, decise di rubargli i poteri. Con i poteri di Cisco, Barry si mette in contatto con Hunter da Terra-1 e gli dice che accetta la sua sfida di velocità ma a patto che liberi Joe. Quest'ultimo torna su Terra-1 insieme a Hunter; alla fine Flash e Hunter si sfidano a una gara di velocità sul generatore di energia del magnetar che inizia a convertire la loro forza per alimentare la macchina che distruggerà le terre del Multiverso, tranne Terra-1, che a detta di Hunter è al centro della convergenza del Multiverso e detiene l'equilibrio tra le dimensioni. Barry, usando lo stesso trucco di Hunter, torna indietro nel tempo di qualche istante e crea un suo duplicato di una linea temporale residuale, quindi Barry affronta Hunter mentre il suo doppio si disintegra correndo a supervelocità per disattivare il magnetar salvando le terre del Multiverso e impedendo al piano di Hunter di andare a buon fine. Barry combatte contro Hunter e lo sconfigge facilmente, ma lui lo deride perché è consapevole che non ha il coraggio di ucciderlo, però il velocista scarlatto lo informa che non sarà necessario, infatti gli spettri della forza della velocità, furiosi con Hunter, lo catturano, gli sfigurano il volto e lo portano via. Barry e i suoi amici liberano Jay Garrick e lo portano su Terra-1 e gli tolgono la maschera di ferro, era quella che inibiva i suoi poteri, poi rimangono basiti nel vedere il suo volto: infatti Jay è la versione di un'altra dimensione di Henry Allen, questo spiega perché il suo cognome è uguale a quello della madre di Henry quando era ancora nubile. Jay si riprende il suo costume che Hunter gli aveva rubato, a eccezione dell'elmetto che apparteneva al padre di Hunter, ma Wells suggerisce a Jay di tenersi quell'elmetto perché quando Hunter finse di essere lui su Terra-2 diede ugualmente speranza alle persone, quindi Jay decide di seguire il suo consiglio. Nonostante Wells si sia affezionato a Barry, Joe, Caitlin e Cisco, decide di tornare su Terra-2 insieme a Jesse e Jay salutando i suoi amici, inoltre quando torneranno su Terra-2 aiuteranno Jay a ritornare nella sua dimensione, Terra-3. Barry e Iris si baciano dichiarandosi amore reciproco, ma nonostante tutto Barry le dice che al momento lui ha perso troppo nella sua vita e che dentro di lui c'è un vuoto, e che dunque non se la sente per il momento di concentrarsi su Iris, quest'ultima decide di concedere a Barry i suoi spazi, dicendogli che lo aspetterà finché non sarà pronto. Barry, però, non accetta tutte le rinunce che ha dovuto sopportare e all'insaputa dei suoi amici, torna indietro nel tempo con la sua supervelocità al momento in cui Eobard Thawne sta per uccidere Nora. Barry lo aggredisce, fermandolo poco prima di compiere l'omicidio, in seguito vede il suo residuo temporale sparire (segno che la linea temporale del futuro è stata modificata) riuscendo finalmente a salvare l'amata madre.
- Guest star: Teddy Sears (Hunter Zolomon), John Wesley Shipp (Henry Allen/Jay Garrick/Flash di Terra-3), Michelle Harrison (Nora Allen), Violett Beane (Jesse Wells), Matt Letscher (Eobard Thawne/Anti-Flash)
- Ascolti USA: 3 350 000 telespettatori – rating/share 18-49 anni 1.3/5%[47]
- Ascolti Italia: 1 318 000 telespettatori - share 5.28%[48]